# Pilisszántói 10. sz. üreg
A Pilisszántói 10. sz. üreg a Duna–Ipoly Nemzeti Park területén lévő Pilis hegységben, a Pilisszántó szélén található Pilis hegyen elhelyezkedő egyik barlang.

## Leírás
A barlang a Pilisszántótól É-ra található, messziről is jól látható sziklafal aljában, fokozottan védett területen fekszik. A sziklafalban elhelyezett emléktábla alatti szinten, az emléktáblától (egy kis kiszögellést D-i irányba megkerülve) kb. 40 m-re található a barlang aránylag tág, íves bejárata. A barlangbejárat egy széles, füves párkányon, egy kis sziklakibúvásban helyezkedik el.
A triász mészkőben létrejött barlang oldódás miatt alakult ki. A barlangban gömbüstök és gömbfülkék mellett szépen oldott falfelületek figyelhetők meg. A bejárattól az alagútszerű járat folyamatosan lejt, majd a végén egy kb. 1 m-es letörés után véglegesen elszűkül. A barlangban a sok montmilchen kívül némi borsókő is látható. Az üreg aljzatát agyag és kőzettörmelék képezi. Az üregben valószínűleg róka tanyázik, melyre a bent terjengő szagból lehet következtetni. A barlang kitűnő bivakhely, de a közelben található jobb lehetőségek miatt, erre a célra minden bizonnyal nem fogják használni. A barlangjáró alapfelszereléssel bejárható barlang engedély nélkül megtekinthető.
Előfordul a barlang az irodalmában Pilisszántói 10.sz.barlang (Kraus 1997) néven is.

## Kutatástörténet
Az 1953. évi Földrajzi Értesítőben lévő, Láng Sándor által írt tanulmány szerint a Pilisszántói-kőfülke környékén található sziklafalakon látszanak a régi nagy karsztforrás-tevékenység nyomai. Nagyon sok kis járat és néhány, majdnem teljesen eltömődött barlangüreg is megfigyelhető itt. A Pilisszántói 2. sz. kőfülke alatt nagy törmeléklejtő húzódik, mely kiterjed a többi barlang alá is. Az 1967-ben publikált Pilis útikalauzban az olvasható, hogy a Pilisszántói-kőfülke környékén, a függőleges sziklafal oldalában van még néhány kisebb üreg.
Az 1974-ben megjelent, Pilis útikalauz című könyvben meg van említve, hogy a Pilisszántói-kőfülke közelében, a majdnem függőleges sziklafal oldalában van néhány kisebb üreg. Az 1984-ben napvilágot látott, Magyarország barlangjai című könyv országos barlanglistájában nem szerepel a barlang. Az 1991-ben megjelent útikalauzban meg van ismételve az 1974-es útikalauzban lévő, a Pilisszántói-kőfülke közelében fekvő barlangokat említő rész. Az 1996. évi barlangnap túrakalauzában meg van ismételve az 1974-ben kiadott útikalauzban lévő, a Pilisszántói 10. sz. üregre is utaló rész.
1997. május 19-én Kraus Sándor megrajzolta pilisszántói sziklafal (4840-es barlangkataszteri terület) üregeinek helyszínrajzát. A rajzon, melyen jelölve van az É-i irány, látható a Pilisszántói 10. sz. üreg (a rajzon csak 10.) földrajzi elhelyezkedése. 1997. május 19-én Regős József mérte fel a barlangot, majd a felmérés alapján megrajzolta a Pilisszántói 10.sz. üreg (4840-es barlangkataszteri terület) alaprajz térképét, hosszmetszet térképét és keresztmetszet térképét. A térképlapon jelölve van az É-i irány. Az alaprajz térképen látható a hosszmetszet és a keresztmetszet elhelyezkedése a barlangban. A térképek 1:50 méretarányban mutatják be a barlangot. A Kraus Sándor által 1997-ben írt beszámolóban az olvasható, hogy a veszélyeztetett, 1997 előtt ismeretlen Pilisszántói 10.sz.barlangnak 1997-ben lett megrajzolva a térképe. A kéziratba bekerült az 1997-ben készült helyszínrajz.